# Baciami ancora (film 1925)
Baciami ancora (Kiss Me Again) è un film muto del 1925 diretto da Ernst Lubitsch. La sceneggiatura di Hanns Kräly, secondo fonti moderne, è un adattamento della commedia Divorçons di Victorien Sardou e Émile de Najac.
È considerato un film presumibilmente perduto.

## Trama
Gaston Fleury, quando sua moglie Loulou gli confessa di essersi innamorata di un musicista, finge di assecondarla e di lasciarla libera nel vivere questo amore romantico. In realtà, Gaston sa che Loulou perderà presto interesse per quell'amore romantico se non incontrerà nessun ostacolo. E, quando questo puntualmente succede, il marito porta la moglie a desiderare disperatamente di essere perdonata per riconciliarsi con lui.

## Produzione
Il film fu prodotto dalla Warner Bros.

### Soggetto
Fonti contemporanee non facevano riferimento alla commedia di Sardou e de Najac come soggetto del film e, il 24 gennaio 1925, Moving Picture World riportava che Kiss Me Again era una storia originale scritta da Ernst Lubitsch e Hans Kraly.

## Distribuzione
Il copyright del film, richiesto dalla Warner Bros. Pictures, Inc., fu registrato il 23 aprile 1925 con il numero LP21387.

Il film fu presentato in prima al Forum Theatre di Los Angeles nella settimana del 10 giugno 1925. 
Distribuito dalla Warner Bros., il film uscì nelle sale cinematografiche statunitensi proiettato in prima a New York al Piccadilly Theatre il 1º agosto 1925.
 
In Germania, dove uscì nel dicembre dello stesso anno, il film fu distribuito dall'Universum Film (UFA) con il titolo Liebe nach Noten. La Warner lo distribuì anche in Italia dove il film - in una versione di 1.652 metri - ottenne il visto di censura numero 22996 nel settembre 1926.
Non si conoscono copie ancora esistenti della pellicola che viene considerata presumibilmente perduta.